# Фаро и Део
Фаро и Део (фр. Faro-et-Déo) — один из 5 департаментов региона Адамава в Камеруне. Находится в северо-западной части региона, занимая площадь в 10 435 км².
Административным центром департамента является город Тигнер (фр. Tignère). Граничит с Нигерией на западе, а также департаментами: Фаро (на севере), Вина (на востоке), Джеран (на юге) и Майо-Баньо (на юго-западе).

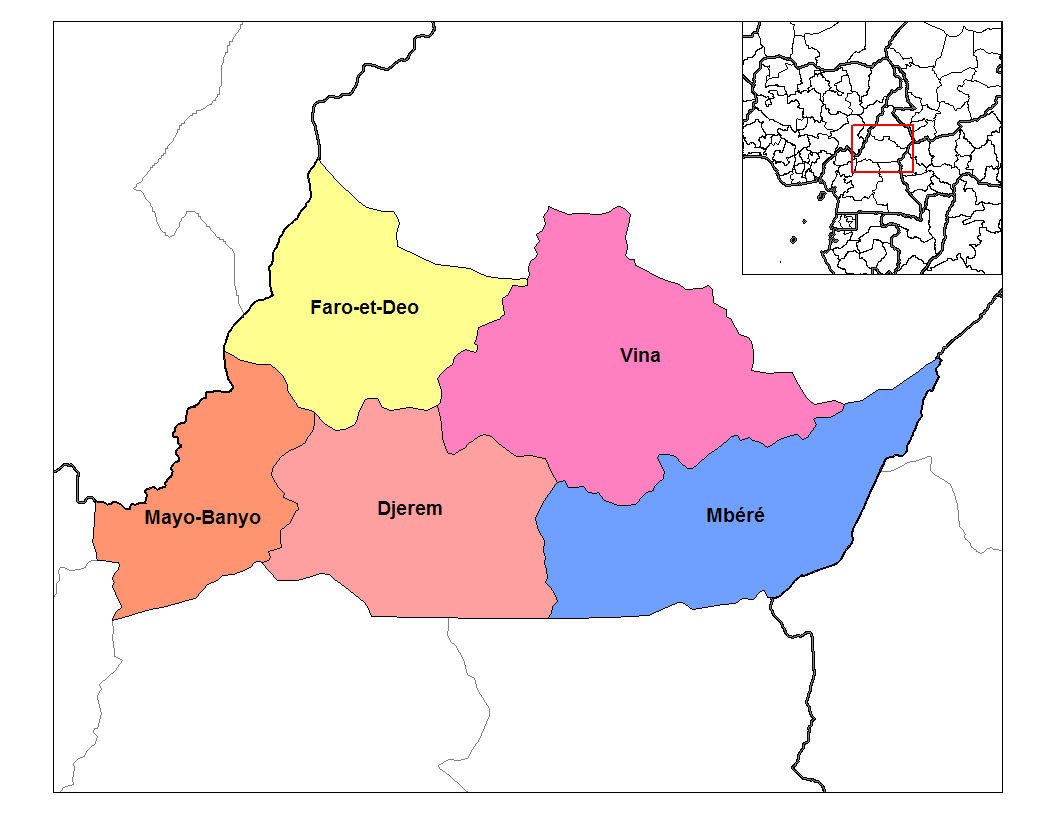
Департамент Фаро и Део на карте региона Адамава

## Административное деление
Департамент Фаро и Део подразделяется на 4 коммуны:
1. Галим-Тигнер (фр. Galim-Tignère)
2. Майо-Балео (фр. Mayo-Baléo)
3. Тигнер (фр. Tignère)
4. Контша (фр. Kontcha)